# Taprobanea spathulata
Taprobanea spathulata – gatunek roślin z monotypowego rodzaju Taprobanea z rodziny storczykowatych (Orchidaceae). Obszar rodzimego występowania tego gatunku to południowe Indie i Sri Lanka. Jest to pnącze epifityczne, które głównie rośnie w wilgotnym tropikalnym biomie.

## Systematyka
Gatunek sklasyfikowany do podplemienia Aeridinae w plemieniu Vandeae, podrodzina epidendronowe (Epidendroideae), rodzina storczykowate (Orchidaceae), rząd szparagowce (Asparagales) w obrębie roślin jednoliściennych.